# Badalkot
Badalkot (en népalais : बदालकोट) est un comité de développement villageois du Népal situé dans le district de Kalikot. Au recensement de 2011, il comptait 3 254 habitants.